# Станіслав Лянцкоронський (галицький каштелян)
Станіслав Лянцкоронський гербу Задора (пол. Stanisław Lanckoroński; ? — перед липнем 1592) — польський шляхтич, військовик та урядник Польського королівства, Речі Посполитої. Представник роду Лянцкоронських.

## Життєпис
Найправдоподібніше, був протестантом. Син скальського старости Героніма Лянцкоронського та його першої дружини Катажини Нємсти; брат подільського підкоморія Миколая Лянцкоронського.
Навчався у Віттенберзькому університеті (записаний 1559 року), у 1560—1562 роках у Ляйпцігу. Після повернення — придворний короля, ротмістр кавалерії кварцяного війська. 1553 року отримав від короля експектативу на Скальське староство, яке батько відступив йому 30 вересня 1566. «Доживоттям» отримав від короля млин у Скалі (1568), села Свихлівці (1569), П'ятничани (1570) на Поділлі. Брав участь у виправі Миколая Мелецького у квітні 1572 до Молдавії (відзначився перед 10 квітня в районі Степанівців, під мурами Хотина 13 квітня?). Під час першого безкоролів'я, за королів С. Баторія, Сігізмунда ІІІ перебував головно на Поділлі як ротмістр кварцяного війська чи командир власного почту; зокрема, на початку березня 1577 разом з Миколаєм Гербуртом з Дідилова мав невдалу сутичку з татарами біля Старокостянтинова, був поранений.
Не дуже активний у політиці, хоча брав участь в сеймиках шляхти Русі, Поділля під Львовом під час 2, 3-го безкоролів'я, став одним з послів Поділля на виборний сейм 1587 (підтримав кандидатуру шведську, енергійно домагався виплати кварцяному війську боргу). Посол коронаційного сейму 1587—1588. 1 березня 1589 став галицьким каштеляном.
Посідав: містечка Ягільниця, Давидківці, села Ярослав (нині не існує, розташовувалося біля сучасного села Жабинці), Лехнівка (нині — частина села Давидківці), Швайківці, Залісся, Зозулинці, Росохач (пол. Rosochacz, Rosochaniec або Rossochaciec) та інші (зокрема, Шманьківці, Цигани, пол. Siołki, Żorawińce), державив королівщини Зозулинці, Балин, Росохач, пол. Sieńków. Посідав маєтності у Краківському воєводстві.

## Сім'я
Дружина — Ельжбета з Гербуртів, дочка сяніцького каштеляна, барського старости Яна Гербурта (за версією о. К. Несецького ТІ, донька Марціна, за версією Романа Желєвского — стрийка Миколая, войського кам'янецького, барського старости). Діти:
- Миколай — львівський хорунжий, чоловік Анни Станіславської
- Геронім — підкоморій подільський, чоловік Барбари Каліновської
- Ян — хорунжий подільський.[4][5]